# Amietophrynus fuliginatus
Amietophrynus fuliginatus е вид жаба от семейство Крастави жаби (Bufonidae). Видът е незастрашен от изчезване.

## Разпространение
Разпространен е в Демократична република Конго, Замбия и Танзания.